# 尼古拉·特鲁法诺夫
尼古拉·伊万诺维奇·特鲁法诺夫（俄语：Николай Иванович Труфанов，1900年—1982年），又译杜鲁方诺夫，是苏联军事指挥官，上将军衔（1955年）。

## 生平

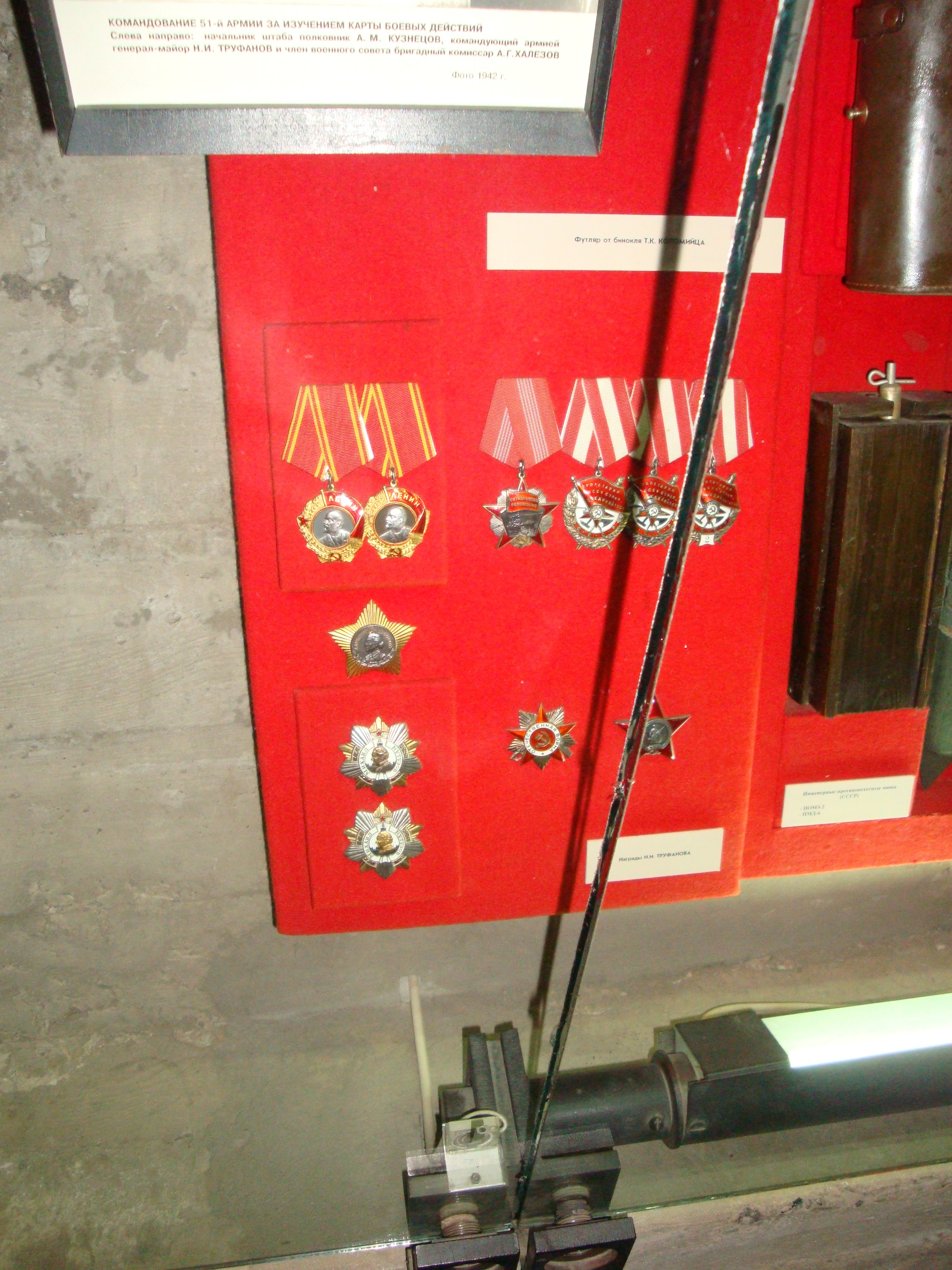
保存在斯大林格勒战役博物馆的特鲁法诺夫勋章奖项（伏尔加格勒）

1900年5月15日出生在雅羅斯拉夫爾省的贫穷家庭。19岁时在俄国内战中加入红军，在科托夫斯基领导的骑兵师服役。1939年毕业于伏龙芝军事学院。
在苏芬战争中担任步兵第4师参谋长。1941年任机械化第28军参谋长参与英苏入侵伊朗行动。1942年7月任第51集团军司令员至1943年2月。1943年6月任第69集团军副司令。1945年3月任乌克兰第二方面军和白俄罗斯第一方面军下属的步兵第25军军长。
二战结束后，短暂担任苏联驻德军队在莱比锡的军事指挥官。1950年被调往远东军区任军事训练部部长。1954年任驻萨哈拉岛的第15集团军司令员。1956年1月任远东军区副司令员。
1957年6月至1960年，特鲁法诺夫接替彼得鲁舍夫斯基担任苏联驻华军事总顾问。1958年，他代表苏方坚持“共同投资在中国华南建设长波电台”的立场。毛泽东则认为应全部由中国负担。双方进行了多次洽商，未能就协议达成一致意见。这次事件被认为是中苏关系走向破裂的导火索。1960年返国后退役。

## 纪念
- 在加夫里洛夫-亞姆、雅罗斯拉夫尔、哈爾科夫和莱比锡有以他名字命名的街道[6][7]。
- 莱比锡荣誉市民[8]。